# Damenendspiel
Ein Damenendspiel ist ein Endspiel in einer Schachpartie, in dem beide Parteien nur noch über ihre Könige, Damen und Bauern verfügen. Damenendspiele sind für die Spieler wegen der vielen Zugmöglichkeiten sehr schwer zu berechnen. Wichtigste Kriterien zur Beurteilung solcher Stellungen sind:
- Zugrecht
- Königssicherheit
- Aktivität der Dame
- Freibauern
- Möglichkeiten zum Dauerschach

## Dame gegen Bauer
|   | a | b | c | d | e | f | g | h |   |
| 8 |   |   |   |   |   |   |   |   | 8 |
| 7 |   |   |   |   |   |   |   |   | 7 |
| 6 |   |   |   |   |   |   |   |   | 6 |
| 5 |   |   |   |   |   |   |   |   | 5 |
| 4 |   |   |   |   |   |   |   |   | 4 |
| 3 |   |   |   |   |   |   |   |   | 3 |
| 2 |   |   |   |   |   |   |   |   | 2 |
| 1 |   |   |   |   |   |   |   |   | 1 |
|   | a | b | c | d | e | f | g | h |   |

Da die Dame dem Bauern haushoch überlegen ist, gibt es nur ganz wenige Fälle, in denen sie nicht gewinnen kann. Gelangt die Dame auf ein Feld vor dem Bauern, dann ist die Umwandlung verhindert und das Spiel gewonnen, denn der König der Bauernpartei kann sie von dort nicht vertreiben. Die Damepartei lässt ihren König zum Bauern laufen und erobert ihn.
Ein Bauer kann gegen die Dame nur dann ein Remis erreichen, wenn folgende Voraussetzungen erfüllt sind:
- Es handelt sich um einen Randbauern (vgl. Lösung der Studie von Farago, Československý šach, 1937) oder Läuferbauern (siehe Diagramm). Grund dafür sind zwei Pattmotive, die im Allgemeinen nur bei Bauern auf diesen Linien auftreten. In ganz seltenen Fällen – wenn die Dame weder eine Fesselung noch ein Schachgebot hat und auch nicht vor den Bauern gelangen kann – erzwingt auch ein Bauer auf einer Springer- oder Mittellinie ein Remis.
- Der Bauer ist auf der vorletzten Reihe oder kann nicht mehr am Vorrücken auf diese gehindert werden. Ist dagegen der Bauer noch nicht weit genug vorangeschritten, dann kann die Dame stets ein Feld auf seiner Linie vor ihm besetzen.
- Der Bauer wird von seinem König unterstützt. Anderenfalls geht die Dame auf die Linie des Bauern und schlägt ihn einfach.
- Der König der Damepartei ist hinreichend weit entfernt und kann deshalb nicht entscheidend eingreifen. Es gibt einige taktische Motive, die eine Annäherung des Königs und danach z. B. eine Abwicklung zu einer Gewinnstellung im Endspiel Dame gegen Dame erlauben.

## Dame gegen mehrere Bauern
Im Normalfall erhöht sich die Chance für die Bauern, ein Remis zu erreichen, wenn sie noch mehrere sind. Allerdings gibt es auch Ausnahmen, in denen ein zusätzlicher Bauer von Nachteil sein kann (vgl. Verführung in der Studie von Farago, Československý šach, 1937).
- Falls beim Endspiel der Dame gegen einen Randbauern die schwächere Seite noch einen weiteren Bauern hat, kann dieser unter Umständen dazu genutzt werden, die Pattsituation aufzuheben oder gar nicht erst entstehen zu lassen. Der König der Bauernpartei kann dann in der Ecke eingeschlossen und mattgesetzt werden. Dies demonstriert die Studie von John Nunn und die Verführung in der Studie von Paul Farago.

## Dame gegen Dame (ohne Bauern)
|   | a | b | c | d | e | f | g | h |   |
| 8 |   |   |   |   |   |   |   |   | 8 |
| 7 |   |   |   |   |   |   |   |   | 7 |
| 6 |   |   |   |   |   |   |   |   | 6 |
| 5 |   |   |   |   |   |   |   |   | 5 |
| 4 |   |   |   |   |   |   |   |   | 4 |
| 3 |   |   |   |   |   |   |   |   | 3 |
| 2 |   |   |   |   |   |   |   |   | 2 |
| 1 |   |   |   |   |   |   |   |   | 1 |
|   | a | b | c | d | e | f | g | h |   |

|   | a | b | c | d | e | f | g | h |   |
| 8 |   |   |   |   |   |   |   |   | 8 |
| 7 |   |   |   |   |   |   |   |   | 7 |
| 6 |   |   |   |   |   |   |   |   | 6 |
| 5 |   |   |   |   |   |   |   |   | 5 |
| 4 |   |   |   |   |   |   |   |   | 4 |
| 3 |   |   |   |   |   |   |   |   | 3 |
| 2 |   |   |   |   |   |   |   |   | 2 |
| 1 |   |   |   |   |   |   |   |   | 1 |
|   | a | b | c | d | e | f | g | h |   |

Dieses Endspiel entsteht häufig aus Bauernendspielen nach beidseitiger Umwandlung.
Sofern nicht durch einen Spieß eine Dame verloren geht, endet dieses Endspiel gewöhnlich remis, denn entweder werden nach einigen Schachgeboten die Damen getauscht oder einer von beiden Spielern bietet Dauerschach.
Allerdings gibt es zwei nichttriviale längerzügige Gewinnführungen:
- Eine Dame steht so schlecht, dass sie den Mattdrohungen gegen ihren König am Brettrand weder durch ein Schachgebot noch durch Decken der Mattfelder begegnen kann. Das kann passieren, wenn sie gerade umgewandelt wurde und noch auf dem Umwandlungsfeld (besonders ungünstig ist ein Eckfeld) steht.
- Der König steht auf einem Eckfeld, ist einer diagonal wirkenden Batterie ausgesetzt und seine Dame kann nicht alle drei Nachbarfelder dieser Ecke gleichzeitig decken. Trotz Gegenschachs kann dann eine Annäherung des gegnerischen Königs aus der Batterie erfolgen, so dass mehrere Mattdrohungen entscheiden. Dieser Fall ist eine seltene Ausnahme und hat kaum praktische Bedeutung. Das Diagramm links zeigt eine Stellung aus einer Partie, könnte aber nach ihren Merkmalen auch als Studie betrachtet werden.

## Dame und Bauer gegen Dame
Dieses Endspiel konnte vor der Erschaffung von Endspieldatenbanken nur teilweise erforscht werden. Der Vorteil eines Bauern ist nur sehr gering, da die mächtige Dame mit ihren zahlreichen Zugmöglichkeiten eine systematische Analyse sehr kompliziert. Empirisch hat sich die Erkenntnis durchgesetzt, dass der Mittelbauer die besten Gewinnchancen bietet, der Läuferbauer sehr gute Gewinnchancen hat, mit dem Springerbauern nur sehr schwer zu gewinnen ist und ein Randbauer nur geringe Gewinnchancen besitzt.
Die ersten Ergebnisse der Untersuchungen zu Endspieldatenbanken Ken Thompsons und John Roycrofts wurden zu dieser Materialverteilung publiziert, doch bereits Anfang der 1970er Jahre waren solche Damenendspiele mit dem g-Bauern Gegenstand maschineller Untersuchungen von E. A. Komissartschik und A. L. Futer. 
Hier ein instruktives Beispiel aus der Partiepraxis zum Springerbauern:
|   | a | b | c | d | e | f | g | h |   |
| 8 |   |   |   |   |   |   |   |   | 8 |
| 7 |   |   |   |   |   |   |   |   | 7 |
| 6 |   |   |   |   |   |   |   |   | 6 |
| 5 |   |   |   |   |   |   |   |   | 5 |
| 4 |   |   |   |   |   |   |   |   | 4 |
| 3 |   |   |   |   |   |   |   |   | 3 |
| 2 |   |   |   |   |   |   |   |   | 2 |
| 1 |   |   |   |   |   |   |   |   | 1 |
|   | a | b | c | d | e | f | g | h |   |

63. Db8+! Andere Züge gewinnen nicht.
Sowohl 63. Df8+? Kg3! 64. Df3+ Kh2! 65. Dh3+ Kg1 als auch 63. Dd4+? Kg3! als auch 63. Df6+? Kg3! 64. Dg5+ Kh2! führen zum Remis.
63. … Kg4 64. Dc8+ Kg3 64. … Kf4 65. Df5+ Kg3 66. Dh3+ führt zur gleichen Stellung.
65. Dh3+ Kf4 66. Df5+ Einfacher ist gleich 66. Df3+.
66. … Kg3 67. Dh3+ Kf4 68. Df3+ Ke5 Der schwarze König verstellt die eigene Dame.
69. g4! Kd4 70. g5! De8+ 71. Kg7 De7+ 72. Kh6 Ein weiteres Schach von Schwarz verliert nun wegen des Gegenschachs und Damentausch sofort.
72. … Kc4 73. Df4+ Kb5 Auch 73. … Kb3 verliert auf die Dauer nach etwa 74. g6 Kb2 75. Dd4+ Kb1 76. g7 De6+ 77. Kg5 De7+ 78. Df6 De3+ 79. Kg6 Dg3+ 80. Dg5.
74. g6 De6 75. Kg5 De7+ 76. Kg4 Dg7 Die Dame ist eine schlechte Blockadefigur.
77. Dd6
Schneller gewinnt 77. Df5+ Kb4 78. Df7 Da1 79. Db7+ Kc5 80. g7 Dd1+ 81. Kg5 Dc1+ 82. Kg6 Dc2+ 83. Kf7 Dc4+ 84. Kf8 Df4+ 85. Ke8 Dg3 86. Kd8 Dg6 87. Dd7 Kc4 88. Kc8 Kc3 89. Kb7 Db1+ 90. Kc7 Dh7 91. Kb8 Db1+ 92. Db7 Da2 93. Df3+ Kd4 94. Dg4+.
77. … Ka4 78. Kf5 Dc3 79. De5 Genauer ist 79. Kg4.
79. … Dh3+ 80. Kg5 Dg2+ 81. Kf5 Dh3+ 82. Kf6 Df3+ 83. Df5 Besser 83. Ke6 Db3+ 84. Dd5 +-.
83. … Dc3+ 84. Kg5? Das gibt den Gewinn aus der Hand. Immer noch gut genug ist 84. De5 Df3+ 85. Ke6 +-.
84. … Ka3 85. Df8+ Ka4? In Damenendspielen steht der König der schwächeren Seite häufig in der Ecke besser, weil er dort nur aus drei Richtungen bedroht werden kann. Richtig war 85. … Ka2 oder 85. … Kb3 mit Remis.
86. Da8+? Auch falsch. Nur 86. Kg4! gewinnt; es wird deutlich, weshalb der schwarze König auf der 4. Reihe nicht gut aufgehoben ist.
86. … Kb4 87. Db7+ Ka5? Mit 87. … Ka3! könnte Schwarz die rettende Ecke noch ansteuern, denn nach 88. g7 De5+ gibt es Dauerschach.
88. g7 De5+ 89. Kg6 De6+ 90. Kh7 Df5+ 91. Kg8 Ka4 Durch die Dauerschachgefahr ist der letzte Schritt zur Umwandlung nicht einfach durchzusetzen.
92. Dh1? Das soll die h-Linie für den weißen König sichern, dezentralisiert aber die Dame. Es gewinnt 92. De7+ Kb5 93. Db8+ Ka5 94. Dh2 +-.
92. … Dc8+? Dies vergibt die letzte Möglichkeit, mit 92. … Ka3 oder 92. … Kb3 die rettende Ecke aufzusuchen.
93. Kh7! Df5+ 94. Kh8 De5 95. Dh3 Dd4 96. De6 Dh4+ 97. Kg8 Df4 98. Dd5 Ka3 99. Kh7 Dh4+ 100. Kg6 Dg3+ 101. Kf7 Df4+ 102. Ke8 Db8+ 103. Dd8 Schneller gewinnt 103. Ke7
103. … Db5+ 104. Dd7 Dh5+ 105. Kf8 Df3+ 106. Ke7 De4+ 107. De6 Db7+ 108. Kf6 Df3+ 109. Kg5 Dg3+ 110. Dg4 De5+ 111. Kh4 Df6+ Hier zeigt sich, warum der schwarze König auf a3 schlecht steht. Stünde er schon auf a2 oder a1, könnte Schwarz mit 111. … Dh2+ remis halten.
112. Dg5 Dd4+ 113. Kh3 1–0